# Ленинское (Михайловский район)
В Хорольском районе Приморского края тоже есть село Ленинское.
Ле́нинское — село в Михайловском районе Приморского края, входит в состав Сунятсенского сельского поселения.

## География
Село Ленинское стоит на правом берегу реки Репьёвка (правый приток реки Раковка).
Село Ленинское расположено к северо-западу от Михайловки в 2 км южнее автодороги, соединяющей Михайловку с посёлком Липовцы Октябрьского района Приморского края.
Расстояние до районного центра Михайловка около 19 км, до Первомайского около 12 км.

## Население
| 2002 | 2010 |
| ---- | ---- |
| 231  | ↘195 |

## Улицы
| - ул. Комсомольская, - ул. Ленинская, - ул. Озёрная, - ул. Октябрьская, - ул. Строительная. |

## Экономика
Сельскохозяйственные предприятия Михайловского района.